# Amanda Hack
Amanda Hack, née en juillet 1976, est une personnalité politique britannique, membre du Parti travailliste. Elle est députée du North West Leicestershire depuis 2024.
Elle est conseillère au Conseil du comté de Leicestershire et travaille pour une association de logement.
En 2024, elle est élue députée du Parti travailliste.

## Biographie
Amanda Hack, originaire du Lincolnshire, déménage à Leicester pour étudier les affaires à l'université De Montfort et vit toujours dans le comté.
Amanda Hack est conseillère au Conseil du comté de Leicestershire, où elle représente la division de Braunstone dans le district de Blaby. Elle travaille aussi pour une association de logement qui fournit des habitations aux personnes vulnérables.
En 2024, Amanda Hack, du Parti travailliste, devient députée en devançant le conservateur Craig Smith avec 16 871 voix contre 15 879.